# شجرة مطاط راتينجية
شجرة مطاط راتينجية أو هيفيا راتينجية (الاسم العلمي: Hevea spruceana) هي نوع نباتي يتبع جنس شجرة مطاط من الفصيلة الفربيونية.